# Molophilus neopansus
Molophilus neopansus är en tvåvingeart som beskrevs av Alexander 1971. Molophilus neopansus ingår i släktet Molophilus och familjen småharkrankar. Inga underarter finns listade i Catalogue of Life.